# Hipercolesterolemia familiar
La Hipercolesterolemia Familiar (abreviada HF), es una enfermedad genética caracterizada por elevación de colesterol (hipercolesterolemia) en sangre, con altos niveles de lipoproteína de baja densidad (LDL). Las personas afectadas son menos sensibles a los métodos de control que se utilizan 
habitualmente para disminuir los niveles altos de colesterol en sangre, entre ellos dieta y estatinas. Sin embargo, existen tratamientos que son útiles para combatir la enfermedad.
Muchas de las personas que se ven afectadas por esta enfermedad poseen mutaciones en el gen LDLR que codifica para el receptor de la lipoproteína de baja densidad, encargado de reconocer al colesterol de baja densidad y removerlo del flujo sanguíneo, o bien, en el gen que codifica para la apolipoproteína B (ApoB), causando el mal funcionamiento de esta proteína encargada también de movilizar al colesterol cuando este se une al receptor de la lipoproteína de baja densidad. Estas dos mutaciones son las más frecuentes ya que mutaciones en otros genes no son muy usuales. Las personas que poseen una copia anormal del gen LDLR (conocida también como condición heterocigota) pueden presentar enfermedades cardiovasculares prematuras entre los 30 y 40 años. Las personas que tienen dos copias anormales (conocida también como condición homocigota pueden presentar daño cardiovascular severo desde la infancia. 
La versión heterocigota de la HF es un desorden genético común heredado de forma autosómica dominante con una frecuencia de ocurrencia de 1500 personas en la mayoría de los países. La versión homocigota es poco probable y muy rara de encontrar ya que ocurre 1 vez por cada millón de personas. A las personas presentando la versión heterocigótica de la hipercolesterolemia familiar, se les puede administrar un tratamiento con estatina, secuestrantes de ácidos biliares, o cualquier otro hipolipemiante (sustancias que reducen los niveles de colesterol). No obstante, a los nuevos casos diagnosticados con la enfermedad se les ha sugerido mediante asesoramientos genéticos un tratamiento genético. Los pacientes con la versión homocigótica, normalmente no responden al tratamiento médico y se requieren otro tipo de tratamientos basados en técnicas de aféresis que constan en la remoción del colesterol de baja densidad mediante un procedimiento parecido al de la diálisis, y ocasionalmente, un trasplante de hígado.

## Signos y síntomas

### Signos físicos
Normalmente, los niveles altos de colesterol no causan ningún síntoma. No obstante, podrían llegar a apreciarse depósitos amarillos ricos en colesterol y otras grasas en varias partes del cuerpo, como por ejemplo, en los párpados de los ojos (fenómeno que se conoce como Xantelasma), alrededor del iris de los ojos (fenómeno que se conoce como Arco senil) así como también en los tendones de las manos, codos, rodillas y pies, particularmente en el tendón de Aquiles (conocido como Xantoma de tendón).

### Enfermedades cardiovasculares
El depósito acelerado de colesterol en las paredes de las arterias conlleva a una arteriosclerosis, que es el detonador de las enfermedades cardiovasculares. El problema más común en la HF es el desarrollo de enfermedades coronarias a una edad mucho más temprana de la que normalmente se esperaría en una persona sana. Esto, puede generar otras complicaciones como sufrir de angina de pecho (dolor en el pecho acompañado de un sentimiento de opresión y mayor esfuerzo) o en su caso, un paro cardiaco. Menos común, pero también probable, es que las arterias del cerebro se vean afectadas provocando accidentes cerebrales (menores o graves) que comprometen la funcionalidad del cerebro, como por ejemplo, un accidente isquémico transitorio (episodios breves de debilidad en una parte del cuerpo o la inhabilidad para hablar) o hasta un derrame cerebral. 
La Enfermedad vascular periférica (obstrucción de las arterias en piernas) ocurre principalmente en pacientes fumadores con HF. Esta enfermedad causa dolor severo en los músculos de la pantorrilla al caminar, que solamente se alivia en posiciones de descanso (claudicación intermitente), y una mala irrigación de la sangre en los pies pudiendo generar gangrena. El riesgo de padecer arteriosclerosis aumenta en personas mayores y en aquellas que fuman o tienen diabetes mellitus, hipertensión o un historial familiar parecido.

## Diagnóstico
Aproximadamente el 85% de los individuos con este desorden genético no se han diagnosticado y por consecuencia no se encuentran recibiendo un tratamiento para controlar los niveles de colesterol en su sangre. Un examen físico puede ayudar a los médicos a hacer el diagnóstico correspondiente a la HF, ya que los xantomas de tendón se pueden percibir en un 20 a 40% de los individuos que son patognomónicos para la enfermedad. La xantelasma puede apreciarse también. Estos síntomas comunes son indicadores de que la persona puede padecer la enfermedad, sin embargo, no son determinantes.

### Medición de lípidos
Los niveles de colesterol pueden ser determinados como parte de un examen rutinario para asegurar la salud del paciente, cuando este presenta síntomas físicos externos (como lo indican la presencia de xantelasma o xantoma), el desarrollo de enfermedades cardiovasculares o si a un miembro de la familia se le ha detectado HF con anterioridad. 
Un patrón compatible con hiperlipoproteinemia tipo II (según la clasificación de Fredrickson) puede encontrarse en pacientes que padecen de HF. Este cuadro consiste en niveles elevados de colesterol total, notorios niveles elevados de lipoproteina de baja densidad, niveles normales de lipoproteína de alta densidad, (HLD) y niveles normales de triglicéridos. El nivel total de colesterol se estima entre 350-550 mg/dL para pacientes con la versión heterocigótica de la enfermedad, mientras que para los pacientes homocigóticos el nivel total de colesterol se estima entre 650-1000 mg/dL. La lipoproteína de baja densidad en estos casos solo se presenta en un 25% de la población afectada, indicando que el 75% de la población "sana" tiende a tener niveles más bajos de lipoproteína de baja densidad. Es importante mencionar que de entre las personas afectadas, los niveles pueden ser drásticamente más elevados si el paciente sufre de obesidad.

### Análisis de la mutación
Según el criterio clínico de aislamiento para la lipoproteína de baja densidad (que difiere de país en país), se pueden realizar exámenes genéticos para encontrar las mutaciones en el receptor de la lipoproteína de baja densidad y las mutaciones en ApoB. Generalmente, las mutaciones son detectadas entre en el 50-80% de los casos. Las personas sin mutaciones en estos genes tienen normalmente niveles de triglicéridos más altos y pueden también presentar otras causas a las que se les adjudique el elevado nivel de colesterol, tal como Hiperlipidosis combinada generada por algún desorden metabólico.
No obstante no todas las mutaciones descritas en el gen que codifica para el receptor de LDL (enlace roto disponible en Internet Archive; véase el historial, la primera versión y la última). cursan con efectos perjudiciales sobre los niveles de colesterol del individuo. Existen mutaciones que podríamos denominar beneficiosas en cuanto a la modulación de los niveles plasmáticos de colesterol. Así por ejemplo la sustitución de un aminoácido de valina por uno de alanina en la posición 578 del receptor de LDL (Val578Ala), descrita en la población sarda, da lugar a una disminución de los niveles de LDL colesterol y colesterol total de los portadores.

### Diagnóstico diferencial
Es importante que la hipercolesterolemia familiar se distinga de la hiperlipidosis combinada familiar y de la hipercolesterolemia poligenética. Los niveles de lípidos y la presencia de xantomas pueden ayudar a confirmar un correcto diagnóstico. La Sitosterolemia y la Xantomatosis cerebrotendinosa son dos condiciones raras que pueden también presentarse con arteriosclerosis prematura. Por último, también pueden presentarse condiciones neurológicas, psiquiátricas, cataratas, diarrea o bien, anormalidades en el esqueleto.

## Genética
Los defectos genéticos más comunes en la HF son la mutación en el gen LDLR (aproximadamente 1 en 500), la mutación en ApoB (aproximadamente 1 en 1000), mutaciones PCSK9 (menos de 1 en 2500) y mutaciones en LDLRAP1. La sitosterolemia (enfermedad relacionada) que puede tener muchas similitudes con la HF se debe a las mutaciones en ABCG5 y ABCG8.

### Receptor de la Lipoproteína de Baja Densidad (LDLR)
El gen que codifica para el receptor de lipoproteína de baja densidad se encuentra localizado en el brazo corto del cromosoma 19 (19p13.1-13.3). Está formado por 18 exones y comprende una región de 45 Kb (kilo bases). La proteína que codifica este gen, está constituida por 839 aminoácidos en la forma madura. Una sola mutación en la copia del gen (heterocigóticos) causa enfermedades cardiovasculares a la edad de 50 años en la mayoría de los casos. Tener las dos copias de este gen mutadas (homocigóticos) causa una acelerada arteriosclerosis en la niñez, que conlleva a sus complicación. Los niveles de la lipoproteína de baja densidad en el plasma sanguíneo están estrechamente relacionados con la actividad del receptor de la lipoproteína de baja densidad. Los homocigóticos tienen una actividad del receptor de menos del 25%, esto dependiendo claro, de la mutación que se tenga, ya que más de 1000 diferentes mutaciones se conocen y se han estudiado para estos casos.
Existen 5 clasificaciones de la HF según las mutaciones en el gen del receptor LDLR:
- Clase I: El receptor LDLR no se sintetiza en lo absoluto.
- Clase II: El receptor LDLR si se sintetiza pero no es transportado correctamente del retículo endoplásmico al aparto de Golgi para su expresión en la superficie de la célula.
- Clase III: El receptor LDLR no se acopla propiamente a la superficie de la célula por un defecto en la apolipoproteína B100 (R3500Q) o en LDL-R.
- Clase IV: El ensamblaje del receptor LDLR a las lipoproteínas de baja densidad no se efectúa correctamente y no se puede llevar a cabo la endocitosis mediada por receptor.
- Clase V: El receptor LDLR no es reciclado y no se devuelve una vez utilizado a la superficie de la célula.

### Apolipoproteína B
La apolipoproteína B, en su forma ApoB100, es la parte proteica principal de una lipoproteína. El gen que la codifica se encuentra localizado en el cromosoma 2 (2p24-p23) y comprende una región de aproximadamente 21 Mb (mega bases). La HF, es casi siempre asociada con una mutación en la parte R3500Q de este gen, lo que causa un reemplazo de una arginina por una glutamina en la posición 3500 de la lipoproteína. La mutación está ubicada en una parte de la proteína a la que normalmente se une el receptor LDLR, pero en esta caso, la unión entre la lipoproteína y el receptor no se puede llevar a cabo como consecuencia de la mutación. Como ya se ha mencionado anteriormente, el número anormal de copias determina la severidad de la enfermedad.

### PCSK9
En el 2003 se demostró también que las mutaciones en la proteína convertasa de subtilisina/kexina tipo 9 (PCSK9) se han ligado a mutaciones autosómicas dominantes (mutaciones que requieren solamente de una copia mutada para hacerse presentes). Este gen se localiza en el cromosoma 1(1p34.1-p32) y codifica para una proteína de 666 aminoácidos que se expresa en el hígado. Estudios han sugerido que la PCSK causa HF principalmente porque reduce el número de receptores de lipoproteína presentes en las células del hígado.

### LDLRAP1
Anormalidades en el gen ARH, también conocido como LDLRAP1 fueron reportadas por primera vez en una familia en 1973. A diferencia de otras causas, se requieren dos copias anormales de este gen para desarrollar HF, por lo que se considera una mutación autosómica recesiva.Las mutaciones en este gen generan que la proteína tienda a ser más chica, sin embargo, su función como tal aún se desconoce, parece ser que juega un papel en la relación del receptor de lipoproteína de baja densidad y las vesículas de clatrina (proteína que forma el recubrimiento de las microcavidades de membranas celulares donde se sitúan receptores de lipoproteínas).

### Otros genes
En un reciente estudio publicado en la revista Nature Genetics se ha asociado la mutación β039 a una disminución de los niveles plasmáticos de LDL colesterol y colesterol total. Lo más curioso es que esta mutación está localizada en el gen HBB que codifica para la cadena β de la globina y es la principal causa de Talasemia de tipo beta (patrón de herencia autosómico dominante) en la población de la isla de Cerdeña.

## Fisiopatología

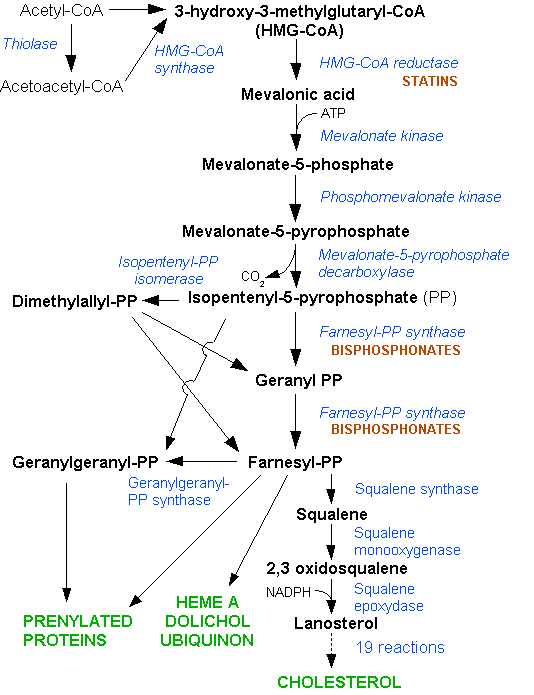
El colesterol en la ruta metabólica del mevalonato

Las lipoproteínas de baja densidad (colesterol de baja densidad) normalmente circula en el cuerpo por 2.5 días y después la parte de la lipoproteína que contiene a la apoplipoproteína B se une a los receptores de lipoproteínas de baja densidad en las células del hígado (hepatocitos) desencadenando su endocitosis, por tanto, su degradación. Este proceso tiene como objetivo remover el colesterol de baja densidad del sistema circulatorio. La síntesis de colesterol en el hígado es suprimida por la ruta metabólica del mevalonato. En la HF, la funcionalidad del receptor es reducida o prácticamente se encuentra ausente, lo que ocasiona que el colesterol de baja densidad circule en la sangre por alrededor de 4.5 días, resultado en el incremento significativo de los niveles de colesterol en sangre Cuando se trata de las mutaciones en la apolipoproteína como tal (ApoB), la unión per se de lipoproteínas de baja densidad con sus respectivos receptores está reducida lo que causa de igual forma el aumento de los niveles de colesterol de baja densidad en sangre. Es importante mencionar que no se sabe con claridad qué efectos causan las mutaciones en PCSK9 y ARH.
A pesar de que la arteriosclerosis ocurre en cierto nivel en todas las personas, las personas que padecen de HF pueden desarrollar arteriosclerosis de manera más precipitada debido al exceso de colesterol de baja densidad en sangre. El grado de arteriosclerosis que se desarrolló depende aproximadamente del número de receptores de lipoproteína de baja densidad que aún mantienen su funcionalidad. En muchos pacientes heterocigóticos para la HF, la funcionalidad del receptor solo está afectada moderadamente, por lo que los niveles de colesterol de baja densidad en sangre pueden permanecer "relativamente" bajos. En las formas homocigóticas más serias, el receptor no se expresa en lo absoluto.
Algunos estudios de cohorte (estudio epidemiológico, observacional, analítico, longitudinal prospectivo) que se han llevado a cabo para la HF sugieren que existen factores de riesgo adicionales cuando una persona desarrolla arteriosclerosis. Aparte de los clásicos factores de riesgo como fumar, tener presión arterial alta y padecer diabetes mellitus, los estudios han demostrado que una anormalidad común en el gen de la enzima trombina (G20210A) incrementa el riesgo de episodios cardiovasculares en personas con HF. Algunos estudios encontraron también que el tener niveles altos de lipoproteína era un factor de riesgo adicional para padecer de enfermedades cardiacas isquémicas.

El riesgo de esto se demostró ser más grave en personas con un genotipo específico de Enzima convertidora de angiotensina (ACE).

## Detección y screening
A pesar de que encontrar casos de esta enfermedad entre familiares es una buena señal para detectar la enfermedad, existen otras estrategias tales como un "mapeo" universal (a la edad de 16 años). Sin embargo, puede que este método no sea tan eficiente en términos de tiempo. "Mapear" a una edad menor a los 16 podría llevar a errores de tipo "falso-positivo" en el estudio.

## Tratamiento

### Heterocigóticos para HF
La HF es normalmente tratada con estatinas. Las estatinas actúan inhibiendo la enzima hidroximetilglutaril reductasa HMG-CoA reductasa en el hígado. Como consecuencia de esta inhibición, el hígado produce más receptores de lipoproteínas de baja densidad que remueven al colesterol de baja densidad de la sangre. Las estatinas son efectivas ante la regulación de los niveles de colesterol de baja densidad, no obstante algunas veces se necesitan tratamientos secundarios con algunas otras medicinas como por ejemplo los secuestrates de ácidos biliares (como la colestiramina o el colestipol), preparaciones con ácido nicotínico o fibratos. El control de otros factores de riesgo para las enfermedades cardiovasculares también es importante, ya que a pesar de controlar los niveles de colesterol en sangre, el riesgo de padecer alguna enfermedad cardiovascular sigue latente. Guías profesionales sugieren que la decisión de tratar a un paciente con estatinas no se base en la predicción usual de riesgos cardíacos (tales como los que se derivan de los estudios de tipo Framingham, ya que estos son propensos a omitir algunos factores de riesgo de las enfermedades cardiovasculares.
Por ejemplo, antes de que los médicos implementaran el uso de la estatina, se utilizaban clofibratos (fibratos antiguos) que causaban cálculos biliares o probucol una medicina que a pesar de reducir los niveles de colesterol de baja densidad (colesterol malo) también reducía los niveles de colesterol de alta densidad (HDL).
Un tratamiento aún más controvertido es el uso de ezetimiba, fármaco que inhibe la absorción del colesterol en el intestino. A pesar de que reduce los niveles de colesterol de baja densidad en la sangre, no parece implementar una mejora en cuanto al riesgo de padecer arteriosclerosis ya que no adelgaza las paredes de las arterias. Bien a bien, no se sabe si la ezetimiba es un tratamiento eficaz para la HF.
No existen estudios de intervención que muestren directamente un beneficio en la mortandad poblacional al disminuir los niveles de colesterol en sangre. La evidencia ha sido recogida de varios ensayos médicos en personas que tienen hipercolesterolemia poligénica (en la que la herencia juega un papel importante). No obstante, en 1999 un estudio basado en un registro británico mostró que la mortandad en personas con HF empezó a mejorar en los 90's cuando se introdujeron las estatinas como un potencial tratamiento.
Un estudio de cohorte sugirió que el tratamiento de HF con estatinas reduce en un 48% la probabilidad de muerte por una enfermedad coronaria, (punto en el que las personas que padecen de HF no son igual de propensas a morir de enfermedades coronarias que las personas que no padecen de la enfermedad). Además, si la persona que padece de HF ya ha presentado o desarrollado alguna enfermedad coronaria la reducción de mortandad es del 25%. Los resultados enfatizan la importancia de la temprana detección de la HF así como el tratamiento adecuado con estatinas.

### Homocigóticos para HF
La condición homocigótica para HF es mucho más difícil de tratar ya que los receptores de lipoproteínas de baja densidad funcionan mínimamente, si es que lo hacen. Solo dosis altas de estatinas, normalmente combinadas con otros medicamentos son parcialmente efectivas en el control de los niveles de lípidos en la sangre. Si la terapia con medicamentos no es exitosa para reducir los niveles de colesterol se puede realizar una aféresis, este tratamiento filtra las lipoproteínas de baja densidad (colesterol malo) de la sangre en un proceso muy parecido a la diálisis En casos extremadamente severos, puede considerarse la opción de un trasplante de hígado , esto proporciona un hígado con receptores funcionales y conlleva a una rápida mejora y pronta recuperación de la enfermedad, sin embargo, como con cualquier trasplante, existen riesgos y complicaciones de rechazo, infección o efectos secundario de la medicación recetada para suprimir el rechazo del trasplante.
Otras técnicas quirúrgicas incluyen la cirugía ileal de baipás parcial, en la que una parte del intestino delgado es punteada para disminuir a absorción de nutrientes, y por tanto de colesterol y la cirugía de derivación porto cava en la cual la vena porta es conectada a la vena cava para permitir el flujo de sangre con nutrientes del intestino para puntear al hígado.
La lomitapida es un fármaco inhibidor de la proteína de transferencia de trigilcéridos microsomales. Este fármaco se aprobó por la FDA en el 2012 para tratar a los pacientes con condición homocigótica de HF. En enero del 2013, la FDA también aprobó el mipomersen, un fármaco que inhibe la acctión del gen de la apolipoproteína B también para el tratamiento homocigótico de pacientes con HF. Otros opciones de tratamiento bajo investigación incluyen la infusión de un ADN recombinante humano para sintetizar la apolipoproteína A1. La terapia génica es considerada una opción altamente viable con gran potencial para tratar esta enfermedad.

### En niños
Dado que la HF se presenta desde el nacimiento y la arteriosclerosis puede comenzar prematuramente, es muchas veces necesario tratar a los adolescentes o incluso a los niños con agentes que originalmente han sido desarrollados para adultos. Debido a las cuestiones de seguridad, muchos médicos prefieren usar los ácidos biliares secuestrantes y fenobiratos ya que estos si se encuentran bajo licencia para poder ser administrados a niños. De cualquier forma, las estatinas parecen ser seguras y efectivas para ser administradas a niños y en niños un poco más grandes siempre está la opción de poderlas administrar en dosis para adultos.
Un panel de expertos en el 2006 recomendó que en niños con condición homocigótica para la enfermedad se administraran estatinas combinadas con terapias de aféresis e inhibidores de absorción.

## Epidemiología
La frecuencia global de las personas que padecen esta enfermedad es de aproximadamente 10 millones de personas. En la mayoría de las poblaciones estudiadas, los heterocigóticos ocurren en una proporción de 1:500 por personas afectadas (esto no indica que todos los afectados desarrollen los síntomas). Los homocigóticos ocurren en una proporción de 1:1,000,000.
Las mutaciones en el gen LDLR son comunes en ciertas poblaciones, posiblemente por un fenómeno genético conocido como efecto fundador —consecuencias derivadas de la formación de una nueva población de individuos a partir de un número muy reducido de estos donde uno o algunos son portadores de la mutación—. Las poblaciones africanas, fraco-canadienses, libanesas y los finlandeses tienen las tasas más altas en mutaciones específicas que hacen a la HF común en estos países. Las mutaciones de APOB son comunes en Europa Central.

## Historia
El médico noruego C. Müller, en 1938, fue el primero en identificar los signos físicos y los niveles altos de colesterol y asociarlos a una herencia autosómica dominante. A principios de 1970 y de 1980, la causa genética para la HF fue descrita por el doctor Joseph Leonard Goldstein y el doctor Michael Stuart Brown de Dallas, Texas. Inicialmente, ellos encontraron una actividad aumentada de la HMG-CoA reductasa (presente en la ruta del mevalonato), sin embargo, estudios demostraban que esto no podía explicar los tan anormales niveles de colesterol en las personas con HF. Fue entonces cuando el enfoque de estudio cambió hacia los receptores de las lipoproteínas de baja densidad y como su mal funcionamiento afectaba al metabolismo de los lípidos. Subsecuentemente, numerosas mutaciones de la proteína fueron identificadas mediante métodos de secuenciación. Ambos (Goldstein y Brown) ganaron el premio Nobel en 1985 por descubrir los a los receptores de lipoproteínas de baja densidad (en inglés, LDL receptors) y su impacto en el metabolismo de los lípidos.

## Otras ligas
- Familial hypercholesterolaemia - report of a WHO consultation - (1998) on the diagnosis and treatment of FH
- Database of all known LDLR mutations (maintained by Leiden University Medical Centre, hosted by University College London)

- Datos: Q2711291